# بايرون مارشال
بايرون مارشال (بالإنجليزية: Byron Marshall)‏ هو لاعب كرة قدم أمريكية أمريكي، ولد في 13 فبراير 1994 في سان خوسيه في الولايات المتحدة.

## وصلات خارجية
- بايرون مارشال على موقع مرجع كرة القدم المحترفة.كوم (الإنجليزية)